# Анна Магдалена фон Ханау
Анна Магдалена фон Ханау (на немски: Anna Magdalena von Hanau) е графиня от Ханау-Лихтенберг и чрез женитби графиня на Крихинген, вилд – и Рейнграфиня на Салм-Кирбург-Мьорхинген и графиня на Фюрстенберг.

## Биография
Родена е на 14 декември 1600 година в Бухсвайлер (днес Буксвилер). Тя е дещеря на граф Йохан Райнхард I фон Ханау-Лихтенберг (1569 – 1625) и първата му съпруга графиня Мария Елизабет фон Хоенлое-Нойенщайн-Вайкерсхайм (1576 – 1605), дъщеря на граф Волфганг фон Хоенлое-Вайкерсхайм (1546 – 1610) и графиня Магдалена фон Насау-Диленбург (1547 – 1643).
Анна Магдалена умира на 22 април 1673 година на 72 години.

## Фамилия
Първи брак: на 27 ноември 1625 г. с граф Лотар фон Крихинген († 1629), син на фрайхер Кристоф фон Крихинген-Питинген († 1622/1623) и Анна фон Байер-Бопард († сл. 1625). Те имат един син:
- Граф Франц Ернст III фон Крихинген († 1677), женен за Мария Елизабет фон Монтфорт († 1701)

Втори брак: през август 1633 г. с вилд – и Рейнграф Ото Лудвиг фон Салм-Кирбург-Мьорхинген (1597 – 1634). Той е шведски генерал и губернатор в Елзас, умира на 16 октомври 1634 г. в Шпайер от чума. Те имат един син:
- Йохан XI (* 17 април 1635; † 16 ноември 1688, Флонхайм), вилд– и Рейнграф на Кирбург-Мьорхинген, женен на 27 декември 1669 г. за пфалцграфиня Елизабет Йохана фон Пфалц-Велденц (1653 – 1718), дъщеря на Леополд Лудвиг при Рейн-Пфалц-Велденц фон Байерн (1625 – 1694) и Агата Христина фон Ханау-Лихтенберг (1632 – 1681).

Трети брак: на 8 април 1636 г. с граф Фридрих Рудолф фон Фюрстенберг-Щюлинген (1602 – 1655), вдовец на Мария Максимилиана фон Папенхайм (†16 октомври 1635), вторият син на граф Христоф II фон Фюрстенберг (1580 – 1614). Тя е втората му съпруга. От 1639 г. той е ландграф на Щюлинген и през 1642 г. императорът го издига на граф на Свещената Римска империя. Той умира на 26 октомври 1655 г. в Моравия. Те имат децата:
- Франц (*/† 1636)
- Фердинанд Анселм (1637 – 1637)
- Мария Франциска фон Фюрстенберг-Щюлинген (1638 – 1680), омъжена на 11 юли 1655 г. за княз Херман Егон фон Фюрстенберг-Хайлигенберг (1627 – 1674)
- Леополд Адам Лудвиг (1642 – 1643)
- Катарина Елизабет (1643 – 1643)